# Lebiez
Lebiez é uma comuna francesa na região administrativa de Altos da França, no departamento de Pas-de-Calais. Estende-se por uma área de 9,57 km². Em 2010 a comuna tinha 250 habitantes (densidade: 26,1 hab./km²).